# 最も偉大なフィンランド人
最も偉大なフィンランド人（もっともいだいなフィンランドじん、フィンランド語: Suuret suomalaiset）とは、フィンランド国営放送による2004年のテレビ番組である。視聴者により、2004年10月から12月までの期間に選ばれた人物に基づき、フィンランド史上もっとも偉大な人物100人のランキングが作成された。この番組はイギリスのBBCによる100名の最も偉大な英国人のスピンオフ企画である。

## 順位

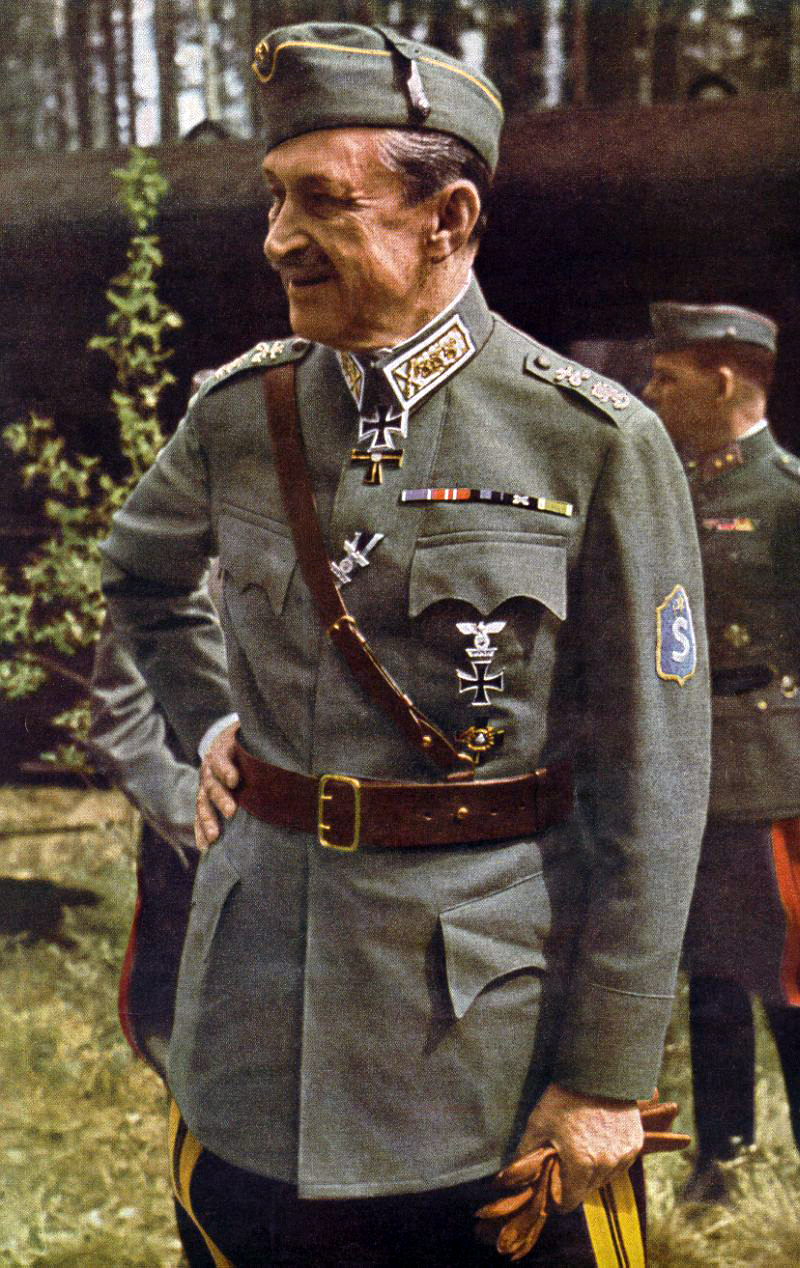
C・G・E・マンネルヘイム

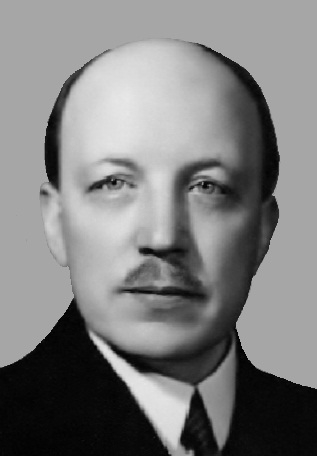
リスト・リュティ

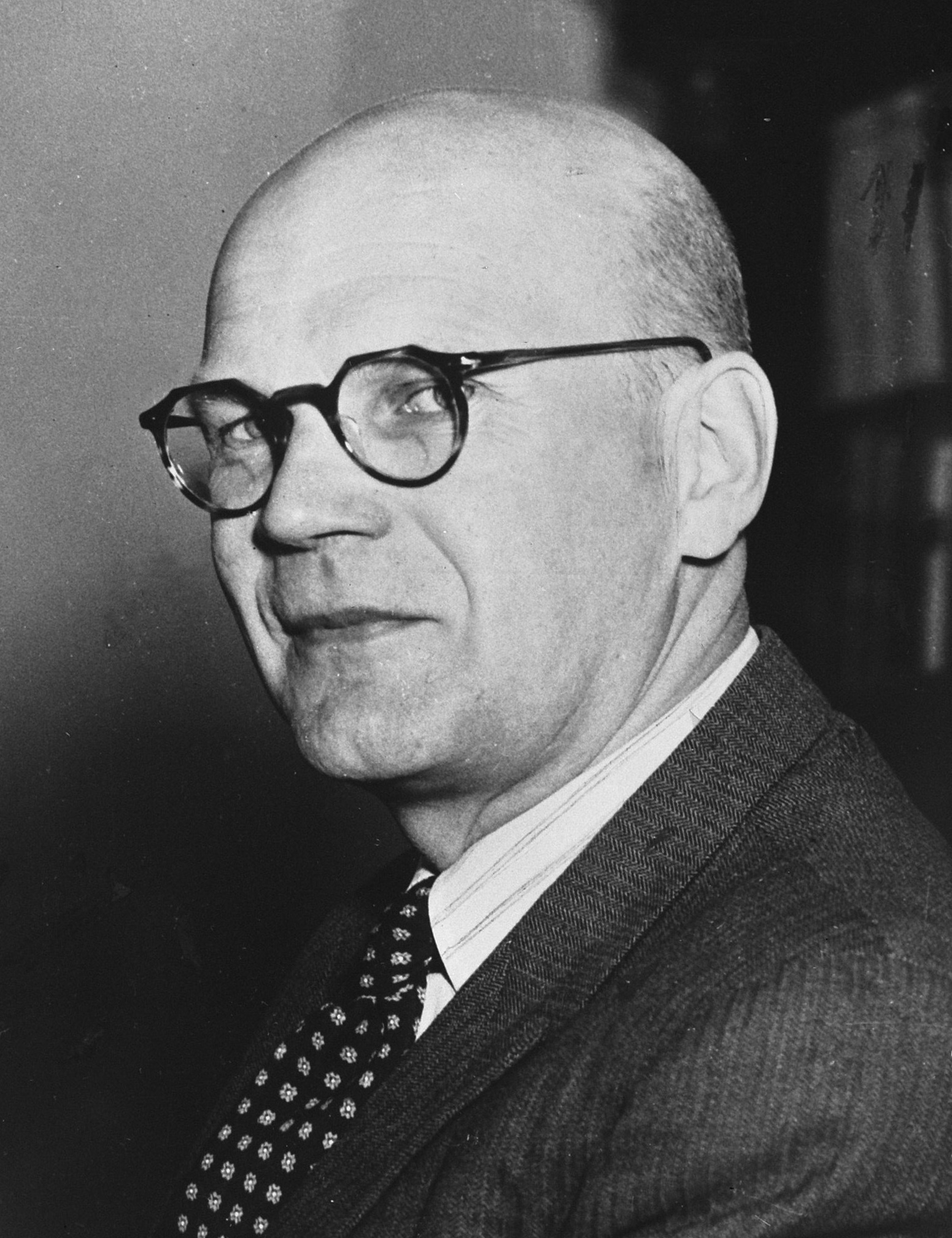
ウルホ・ケッコネン

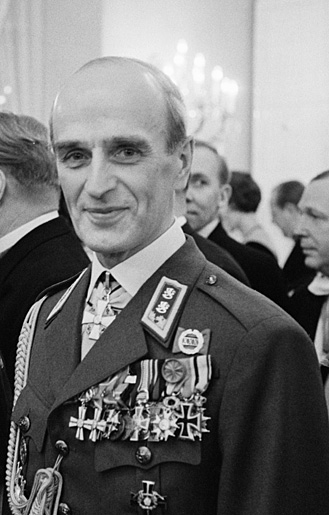
アドルフ・エーンルート

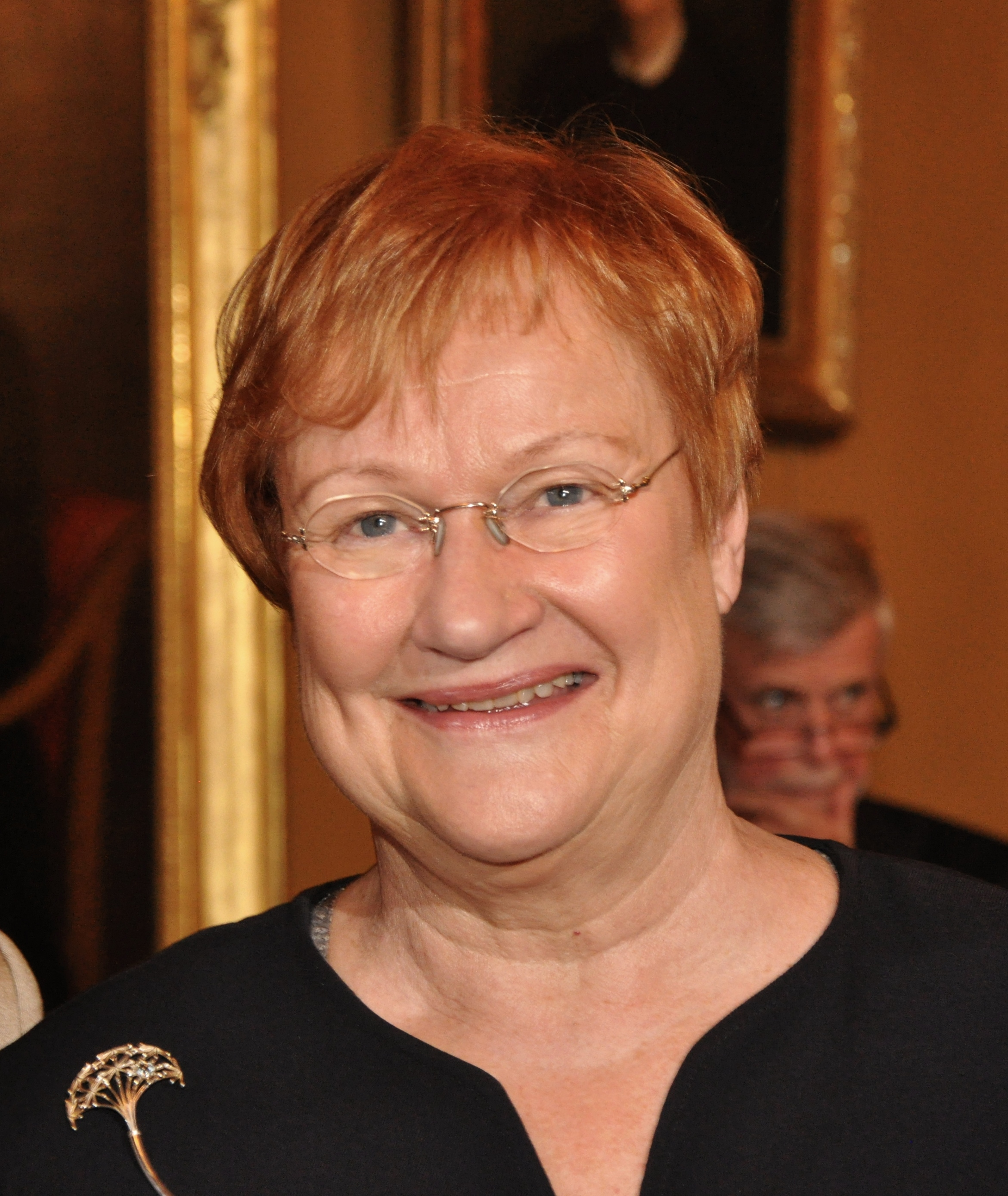
タルヤ・ハロネン

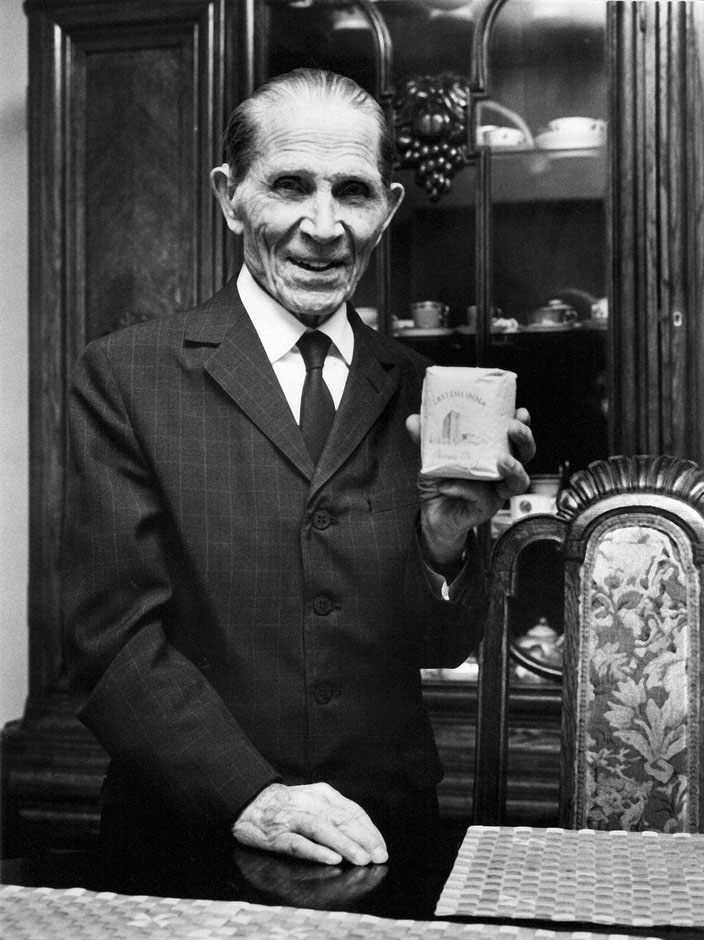
アルヴォ・ユルッポ

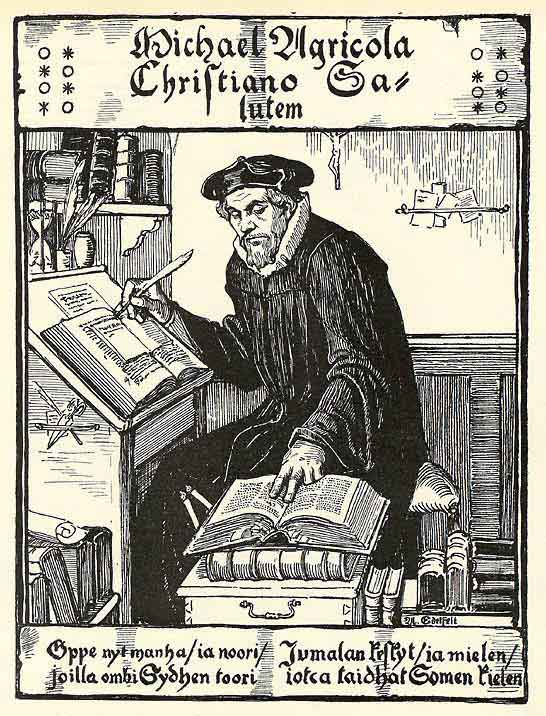
ミカエル・アグリコラ

### 1〜10位
- 1. カール・グスタフ・エミール・マンネルヘイム (1867年6月4日 - 1951年1月27日、フィンランド第6代大統領、元帥) 得票数104,244票 (28,7%)
- 2. リスト・リュティ (1889年2月3日 - 1956年10月25日、フィンランド第5代大統領) 得票数80,790票 (22,2%)
- 3. ウルホ・ケッコネン (1900年9月3日 - 1986年8月31日、フィンランド第8代大統領) 得票数57,456票 (15,8%)
- 4. アドルフ・エーンルート (1905年2月9日 - 2004年2月26日、フィンランド陸軍歩兵大将) 得票数27,477票 (7,6%)
- 5. タルヤ・ハロネン (1943年12月24日 - 、フィンランド第11代大統領) 得票数26,536票 (7,3%)
- 6. アルヴォ・ユルッポ (1887年10月27日 - 1992年1月28日、小児科医) 得票数22,136票 (6,1%)
- 7. ミカエル・アグリコラ (1510年頃 - 1557年4月9日、文学者、宗教改革者) 得票数15,974票 (4,4%)
- 8. ジャン・シベリウス (1865年12月8日 - 1957年9月20日、作曲家) 得票数15,397票 (4,2%)
- 9. アレクシス・キヴィ (1834年10月10日 - 1872年12月31日、文学者、劇作家) 得票数7,622票 (2,1%)
- 10. エリアス・リョンロート (1802年4月9日 - 1884年3月19日、文学者、言語学者) 得票数6,099票 (1,7%)

### 11位以下
| - 11. マッチ・ニッカネン - 12. ヴァイノ・ミュッリュリンネ - 13. ヴィレ・ヴァロ - 14. ラッリ - 15. ヴァイノ・リンナ - 16. リーナス・トーバルズ - 17. スペデ・パサネン - 18. ペンッティ・リンコラ - 19. トーベ・ヤンソン - 20. ヴェイッコ・フルスティ - 21. パーヴォ・ヌルミ - 22. ミンナ・カント - 23. ユホ・クスティ・パーシキヴィ - 24. ユーハン・ヴィルヘルム・スネルマン - 25. ヘルッタ・クーシネン - 26. アルト・サーリ - 27. ミーナ・シッランパー - 28. ヴァイノ・ターナー - 29. ルキナ・ハグマン - 30. クリストフリード・ガナンデル - 31. ミカ・ワルタリ - 32. ミカ・ハッキネン - 33. アルヴァ・アールト - 34. オイゲン・シャウマン - 35. タピオ・ラウタヴァーラ - 36. エイノ・レイノ - 37. ヤーッコ・ポユリュ - 38. オットー・クーシネン ユイセ・レスキネン - 40. アンダース・シデニウス - 41. ウノ・シグネウス | - 42. ヤリ・リトマネン - 43. カトリ・ヘレナ - 44. ファンニ・ルーッコネン - 45. アンネリ・ヤーテンマキ - 46. カール・ファッツェル - 47. カールロ・ユホ・ストールベリ - 48. マウノ・コイヴィスト ヘレン・シャルフベック - 50. レイノ・ヘリスマー - 51. ヨルマ・オリラ - 52. ラウリ・アラン・トルニ - 53. ゲオルク・ヘンリク・フォン・ウリクト - 54. アルント・ペクリネン - 55. タウノ・パロ - 56. アクセリ・ガッレン＝カッレラ - 57. ユーハン・ルードヴィーグ・ルーネベリ - 58. キュオスティ・カッリオ - 59. パーヴォ・ルオトサライネン - 60. ラース・レーヴィ・レスターディウス ラッセ・ビレン - 62. ヘルヴィ・シピラ - 63. ユルヨ・カッリネン - 64. アルトゥーリ・ヴィルタネン - 65. ニルス＝アスラク・ヴァルケアパー - 66. アルミ・クーセラ - 67. ペール・スヴィンヒュー - 68. アキ・カウリスマキ - 69. カッレ・パータロ - 70. パーヴォ・リッポネン - 71. アウロラ・カラムジン - 72. ザクリス・トペリウス | - 73. アッリ・ヴァイッティネン＝クイッカ - 74. シモ・ヘイヘ - 75. ヤーッコ・イルッカ - 76. アルト・ヤヴァナイネン - 77. レーナ・ペルトネン＝パロティエ - 78. カリタ・マッティラ - 79. ヴェイッコ・ハクリネン ヘッレ・カンニラ オラヴィ・ヴィルタ - 82. ハンヌ・サラマ - 83. アーウィン・グッドマン ライラ・キンヌネン アルヴィ・リンド - 86. キルスティ・パーッカネン - 87. ラリン・パラスケ マチルダ・ヴレーデ - 89. エルノ・パーシリンナ アンティ・トゥイスク アンニッキ・タハティ - 92. エリサベト・レーン エサ・サーリネン - 94. マイユ・ゲプハート カレヴィ・ソルサ - 96. アクセル・アイロ ラウリ・ヨーネン - 98. ライモ・ヘルミネン アルミ・ラティア ヴェイッコ・シニサロ |

## 疑惑
ランキング1位〜10位までは「厳粛な」人物が並んでいるが、直後の11位〜14位にはある種ネタのような人物が付けている。
11位：マッチ・ニッカネンフィンランドの元スキージャンプ選手。国民的選手ではあるが、過去に殺人未遂で服役し、釈放後4日で虐待により再び逮捕・服役している。また、3人の女性と結婚・離婚を繰り返した。
12位：ヴァイノ・ミュッリュリンネフィンランドで最も背の高い人物。身長251センチメートルを記録した。フィンランド語では「偉大な（great）」、「大きい（big）」、「高い（tall）」は全て「suuri」という単語で表されるため、番組名の「suuret suomalaiset（偉大なフィンランド人）」を「suuret suomalaiset（大きなフィンランド人）」に掛け、ジョークとして投票された。
13位：ヴィレ・ヴァロフィンランドのゴシック・メタルバンドのヴォーカル。
14位：ラッリ1156年にヘンリー司教を殺害したと言われるフィンランド神話の人物。
そのため、ランキング上位にユーモアのある人物を入れないよう、国営放送側が票を操作したのではないかと疑惑がもたれた。国営放送側は疑惑を受けたことを不満であるとしながらも、11位以下の得票を公開することはなかった。